# New Super Mario Bros. U
New Super Mario Bros. U (New スーパーマリオブラザーズ U Nyū Sūpā Mario Burazāzu Yū?) är ett Super Mario-spel till Nintendos spelkonsol Wii U. Det är det fjärde spelet i New Super Mario Bros.-serien, och släpptes i samband med Wii U:s olika lanseringsdatum runt om i världen.
Ett expansionspaket med Luigi i huvudrollen, New Super Luigi U, släpptes via Nintendo Eshop den 20 juni 2013, och i butik i Japan, Europa och Australien i juli, och i Nordamerika i augusti. En utgåva av spelet till Nintendo Switch, titulerad New Super Mario Bros. U Deluxe, släpptes i januari 2019.

## Utveckling
Spelet, som från början kallades New Super Mario Bros. Mii, presenterades på E3 2011 som en av flera tech-demon som demonstrerade Wii U:s kapacitet. Demons grafiska stil liknade New Super Mario Bros. Wii, men hade högupplöst grafik, och man kunde utöver Mario och Luigi även spela som Mii-figurer.
Vid E3 2012 presenterades spelet under namnet New Super Mario Bros. U, och det bekräftades att det skulle släppas i samband med konsolens lansering.